# لنگانور
لنگانور (به انگلیسی: Llangunnor) یک منطقهٔ مسکونی در بریتانیا است که در کارمارتنشر واقع شده‌است. لنگانور ۲٬۳۸۱ نفر جمعیت دارد.